# Bevar Sea
Bevar Sea ist eine 2010 gegründete Stoner- und Traditional-Doom-Band.

## Geschichte
Durch ihre Herkunft Bengaluru erlangte die um den Gitarristen Srikanth Panaman gegründete Gruppe Beaver Sea mit ihrem Debüt internationale Aufmerksamkeit. Als erste Doom-Metal-Band Indiens die eine offizielle Veröffentlichung herausgebracht hatte, wurde der Name in Webzines und Blogs populär.
Das überwiegend im The Doom Cave genannten Heimstudio von Panaman ohne Musikproduzenten eingespielte Album wurde von Billy Anderson gemastert und über Iron Fist Records, einem von Panaman für die Veröffentlichung der Heavy-Metal-Band Kryptos initiierten Label, am 19. Oktober 2012 veröffentlicht. Zuvor hatte die Gruppe Liveerfahrungen gesammelt und zwei Demos während ihrer Auftritte eingespielt. In Ermangelung einer ausgeprägten Metal- oder gar Doom-Metal-Szene in ihrem Heimatland wurde Das Debüt international stärker beachtet als national. So schrieb Andreas Schiffmann vom deutschen Webzine Musikreviews, dass das Debüt „ein heißer Tipp für Doomster mit langem Atem“ sei und die Band „es locker mit allen dahergelaufenen Szene-Bands aufnehmen“ könne. Im englischsprachigen Webzine Metal Reviews räumte der Rezensent Stefan ein, das Album aus Neugier aufgrund der Herkunft der Band gehört zu haben, schloss seine Rezension allerdings damit, dass es eine der besten Veröffentlichungen des Stoner Rock und Traditional Doom des Jahres sei. Auch Frank Lopez vom britischen Doom-Metal.com führte die Hoffnung auf eine Kombination eines Doom-Metal-Albums mit indischer Folklore an. Räumte jedoch ein, dass auch der puristische Traditional Doom der Band gelungen sei und die Beaver Sea andeute, dass die Band Potential für eine große kommende Veröffentlichung besäße.
Bis zum Jahr 2015 arbeitete die Gruppe an einem Folgealbum und trat gelegentlich in der Region auf. Das zweite Album sollte einen besseren Klang, insbesondere mehr Schlagzeug und lautere Gitarren, erhalten. Hinzukommend wollte Beaver Sea „ein paar ausgefallene Mikrofone“ nutzen. Entsprechend wurde Invoke the Bizarre im Adarsh Recording Studio, einem Studio für Filmmusik, aufgenommen. Binnen elf Tagen fanden die gesamten Aufnahmen im November 2014 statt. Matt Lynch von Pissing Razors und Snail mischte das Album im April 2015 ab und masterte die Aufnahme im August des Jahres. Am 31. Oktober veröffentlichte Beaver Sea Invoke the Bizarre über das von Panaman neu gegründete Label The Mighty Riff Records. Es wurde international breit angenommen und wohlwollend rezipiert. Steve Howe von Outlaw of the Sun sah eine deutliche Steigerung zum Debüt und nannte Invoke the Bizarre „großartiges Album von einer der besten indischen Metal-Bands“. Über das US-amerikanische Webzine Invisible Orange wurde mit Where There’s Smoke (There’s a Pyre) ein Vorabstück präsentiert. Joseph Schafer schrieb dazu, dass die Band großartigen Klang mit großartigem Songwriting übereinbringe. JJ Koczan von The Obelisk sah die Band als konsequent in ihrem Bestreben sich über Genrekonventionen hinwegzusetzen und einen eigenen Klang zu schaffen. Gerade das Spiel mit Genrekonventionen wurde in Rezensionen mal positiv, mal irritiert wahrgenommen. „Manny-O-War“ von Nine Circles bemängelte so das Fehlen eines „konsistenteren Ansatz“ in der Musik, schloss allerdings positiv und hob das „exzellente Gitarrenspiel“ hervor. Jeder könne erkennen, das Beaver Sea mutiger und selbstbewusster, sowie „eine intellektuelle und einfallsreiche Band geworden ist“ schrieb Melissa Marie für Doomed & Stoned. Das Debüt sei bereits aufsehenerregend gewesen, „aber dieser Nachfolger zeig[e] unglaubliche Reife und Fortschritt.“ Auch Grant Skelton von No Clean Singing lobte die Entwicklung der Band, der es gelungen sei, die Schwächen des Debüts zu überwinden und die Stärken beizubehalten und zu einem Album weiterzuentwickeln, das jene überzeugen könne, die denken würden, dass Stoner Doom immer gleich klänge.
Trotz des großen Zuspruchs aus der internationalen Metal- und Doom-Metal-Szene blieb eine Folgeveröffentlichung über mehrere Jahre aus. Das dritte Album The Timeless Zone wurde 2021 im professionellen Tonstudio Stained Class Productions LLP von Mrinal M und Leslie Charles sowie im Heimstudio von Panaman The Doom Cave aufgenommen. Die Abmischung übernahmen Leslie Charles und Mrinal M im Studio Stained Class Productions LLP. Gemastert wurde das Album von Chris Goosman bei Baseline Audio Labs. Das Album erschien am 4. Februar 2022 erneut über The Mighty Riff Records. Gegenüber dem Vorgänger blieb das internationale Interesse an dem Album allerdings gering. Das Album sei „solide“ und verfüge über „herausstechende Instrumentalpassagen mit guten Soli“ schrieb Jacopo Vigezzi für das Webzine Progrock Journal. Weit lobender fiel das Urteil von Steve Howe aus, der erneut eine Rezension für Outlaw of the Sun verfasste:

„Alles in allem ist The Timeless Zone ein außergewöhnlich produziertes und hervorragend gemachtes Album, das nicht nur für die Doom/Stoner-Metal-Gemeinde, sondern auch für andere Fraktionen der Hard-Rock/Heavy-Metal-Gemeinde interessant ist.“

## Stil
Die Musik von Beaver Sun wird dem Traditional Doom und Stoner Doom zugerechnet, dabei spiele sie eine groovende und gradlinige Rock-Variante des Genres. Mit den Veröffentlichungen variierte die Band ihren Stil.
Das Debüt sei vergleichbar mit Saint Vitus und Orange Goblin. Der Klang von Bevar Sea erinnere hinzukommend an Cathedral, jedoch mit einem anderen Gesangsstil. Der Gesang von Ganesh Krishnaswamy weise auf dem Debüt Ähnlichkeit mit jenem von Kirk Windstein von Crowbar auf, „während sich die beiden Gitarristen hörbar am Stil von Scott Weinrich orientieren: knorrig heavy, aber stets melodiös“. Zum zweiten Album Invoke the Bizarre verstärkte die Band den Einfluss des Heavy Metal. Die Rhythmusgruppe deutet mit einer erhöhten Dynamik zugleich auf modernere Spielweisen des Metals. JJ Koczan von The Obelisk zieht hinzukommend Parallelen zum Black-Sabbath-Album Heaven and Hell und weist namentlich auf Parallelen im Gesang zu Ronnie James Dio und im Gitarrenspiel zu Tony Iommi hin. Dabei wird der Gesang an anderer Stelle als besonders aggressiv beschrieben. Kein vollständiges Growling oder Shouting, ist der Gesang eine Kombination aus „gesprochenen Shouts und einer natürlichen Verzerrung der Stimmbänder, die den Texten mehr als nur einen Hauch von Wut verleihen.“ Auf The Timeless Zone rückte die Band die klassischen Heavy-Metal-Elemente stärker in den Vordergrund und kombinierte die Musik mit den psychedelischen Klängen und solchen des Traditional Doom. Eine solide Rhythmusgruppe, schwere Riffs und aggressiver dreckiger Gesang seien die Hauptzutaten schrieb Jacopo Vigezzi für das Progrock Journal.

## Diskografie
- 2011: Trendslaughter Sessions (Live-Demo)
- 2011: Sessions of Chaos (Live-Demo)
- 2012: Bevar Sea (Album, Iron Fist Records)
- 2015: Invoke the Bizarre (Album, The Mighty Riff Records)
- 2022: The Timeless Zone (Album, The Mighty Riff Records)